# 格知学舎
格知学舎（かくちがくしゃ）は、儒学者で浄土真宗の僧侶でもあった本沢竹雲によって設立された、山形県天童市所在の私塾（漢学塾）。「月光精舎」・「翠涛書院」とも称し、奥羽山系五老山の麓に立地したため「五老学校」とも呼ばれた。1869年（1870年）設立、1946年廃止。

## 歴史

### 学舎の創設
出羽国上山藩の藩校明新舘や京都、江戸などに学んだ儒学者本沢竹雲は慶応3年（1867年）に帰郷して明新館督学として儒学を教授していたが、戊辰戦争後、明新館は閉鎖されてしまった。格知学舎は、竹雲の門人で東村山郡貫津（ぬくつ）村（現天童市）の名主であった結城六右衛門に招かれ、天領の漆山役所の許しによって明治2年（1869年）2月に開かれた私塾である。建物は明治3年（1870年）に落成し、間もなく寄宿生約三十人と通学生十数名が入門している。

### 学舎の方針と特色
格知学舎の教育方針は、本沢竹雲の「学問は心と身を善に移す外無之候」という言葉に示されるように儒教的な道徳主義・徳育をその骨子とした。西洋文明は徹底的に排され、その教授内容は、漢学・儒学・仏教・神道を主とした、日本の伝統を尊重した保守的なもので、学舎には聖堂が祭られ、農本主義、反立身出世主義、倹約、反文明開化を特色としている。学舎のことを通称「チョンマゲ学校」ともいったように、マゲを結っていることを門人たる資格条件とした。竹雲は自らも格知寮に寝泊まりし、門人たちには、封建的な秩序をみとめ、現実の家産を維持していくための処世術、また、当時の明治政府が主導する西洋化政策に順応してはならないことを教えた。

### 竹雲以後の学舎
格知学舎の教育は竹雲以後も1946年（昭和21年）まで続き、太平洋戦争終戦時まで村山地方の子弟を中心に総勢182名が入門した。 そのうち明治10年（1877年）までの入門者が約3分の1をしめるが、その後も10年ごとに20名前後の入門者がみられた。竹雲以下3代の塾頭はいずれも礼儀と信仰を重んじ、反欧化思想を体現するチョンマゲと和服姿を貫いた。入門者の出身地は、学舎の所在する東村山郡が多かったが、米沢や新庄からの入門者もいた。社会的な階層をみてみると、初期は大地主層が多かったが、それが徐々に減ってゆき、やがてほとんどが自作農専業者だけになっていった。
なお、格知学舎は大正5年（1916年）には『梅檀余芳 末』を編纂、刊行に至っている。

## 敷地・建物・庭園

### 文化財
明治3年に完成した建物は、主屋が桁行10間、梁行4間半の木造建築で、1階に4部屋、2階には2部屋あって、教室や講堂として活用された。他に、附属屋として食堂・炊事場・物置があった。格知学舎の建物は、その思想的背景を知る貴重な資料として1952年（昭和27年）4月1日山形県指定史跡になっており、現在、一般公開がなされている。
書庫には、竹雲の遺品や5237冊の和漢典籍などが保管されており、1975年（昭和50年）3月31日、これら3種5312点が山形県指定有形文化財（歴史資料）に指定された。

### 学舎のモミジ
格知学舎は、鮮苔の覆う閑静な趣きや春の新芽・クリンソウなどの美しさなどでも知られるが、とくにモミジの名所としてよく知られており、10月下旬から11月中旬は行楽客で賑わう。庭園にある40本余りのモミジは明治2年に京都嵐山のタカオモモジを移植したもので、民謡『花笠音頭』で「花の山形もみじの天童」と唄われるモミジは、実は格知学舎のモミジではないかともいわれている。「もみじまつり」開催中は、例年、日没から午後8時までライトアップがなされる。

### 施設概要・アクセス
- 所有者（管理者）…（財）豊安財団
- 開館時間…午前8：00（午前9：00[3]）〜午後5：00
- 入館料…200円
- 休館日…不定休
- 住所…山形県天童市大字貫津72
- 交通…山形自動車道山形北インターチェンジから自動車で20分、JR奥羽線天童駅から自動車で10分